# دانشگاه هلسینکی

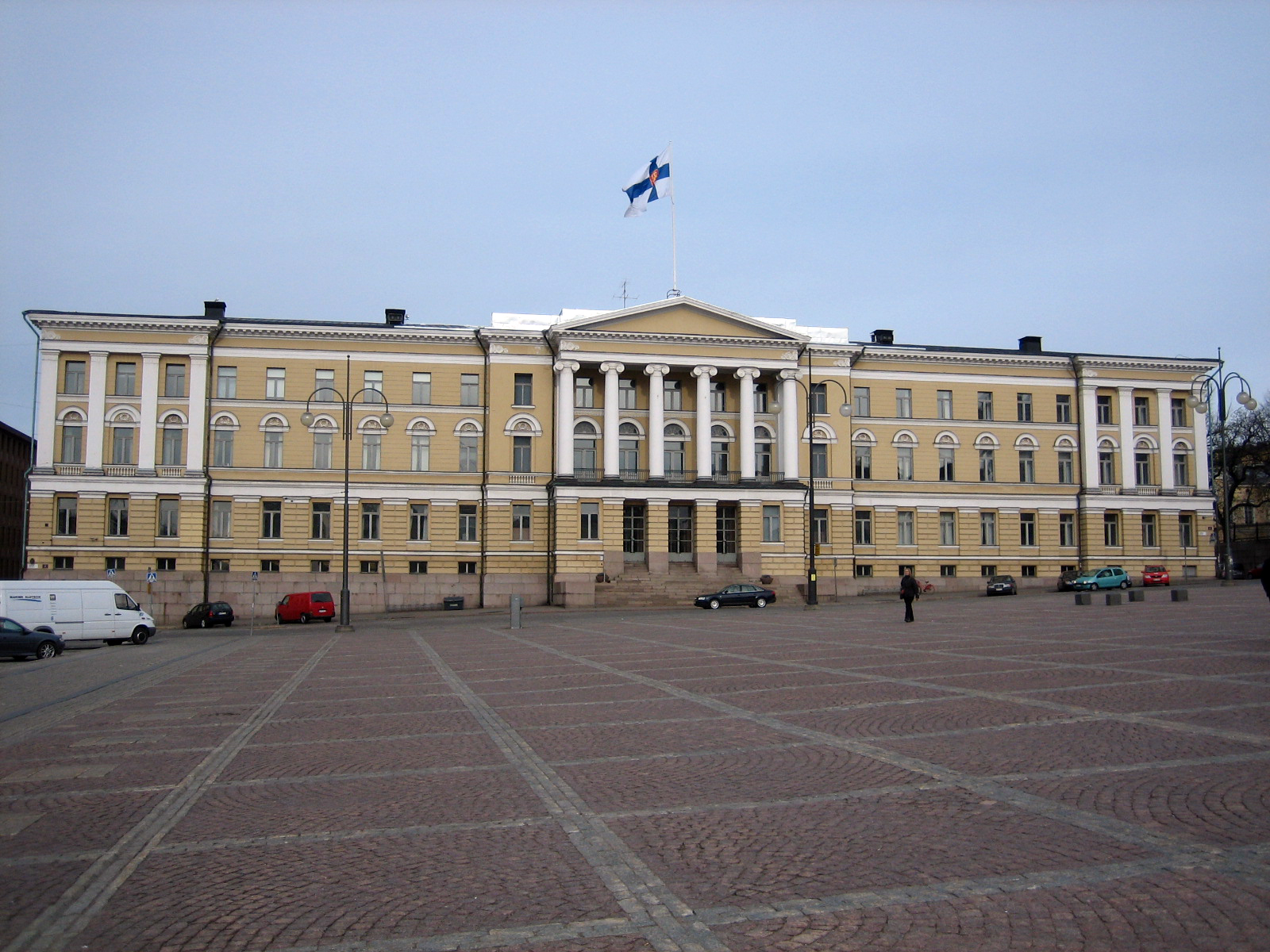
دانشگاه هلسینکی

دانشگاه هلسینکی (به فنلاندی: Helsingin yliopisto) یک دانشگاه تحقیقاتی دولتی در هلسینکی واقع در جنوب فنلاند است که در سال ۱۶۴۰ میلادی در شهر تورکو بنیان‌نهاده شد و در ۱۸۲۹ به هلسینکی، پایتخت کنونی فنلاند منتقل شد.
این دانشگاه هم‌اکنون ۶۷۰۰۰ دانشجو دارد. دانشگاه هلسینکی در فهرست «برترین دانشگاه‌های جهان» که توسط بنگاه اروپایی تحقیقات دانشگاهی تهیه شده‌است، در ردهٔ ۷۳ جهان قرار گرفته‌است.

## دانشکده‌ها
دانشگاه هلسینکی دارای ۱۱ دانشکده است که عبارتند از:
- دانشکده الهیات
- دانشکده حقوق
- دانشکده پزشکی
- دانشکده هنر
- دانشکده علوم
- دانشکده داروسازی
- دانشکده علوم زیستی و محیط زیست
- دانشکده کشاورزی و جنگلداری
- دانشکده علوم تربیتی
- دانشکده علوم اجتماعی
- دانشکده دامپزشکی

## رتبه‌بندی
در رتبه‌بندی دانشگاه‌های جهان در سال ۲۰۲۰ که توسط مؤسسه QS انجام گرفته‌است دانشگاه هلسینکی در رتبه ۱۰۷ دنیا و اول فنلاند قرار گرفته‌است. براساس رتبه‌بندی مؤسسه تایمز در سال ۲۰۲۰ نیز این دانشگاه در رده ۹۶ دانشگاه‌های جهان قرار گرفته‌است.

## نگارخانه

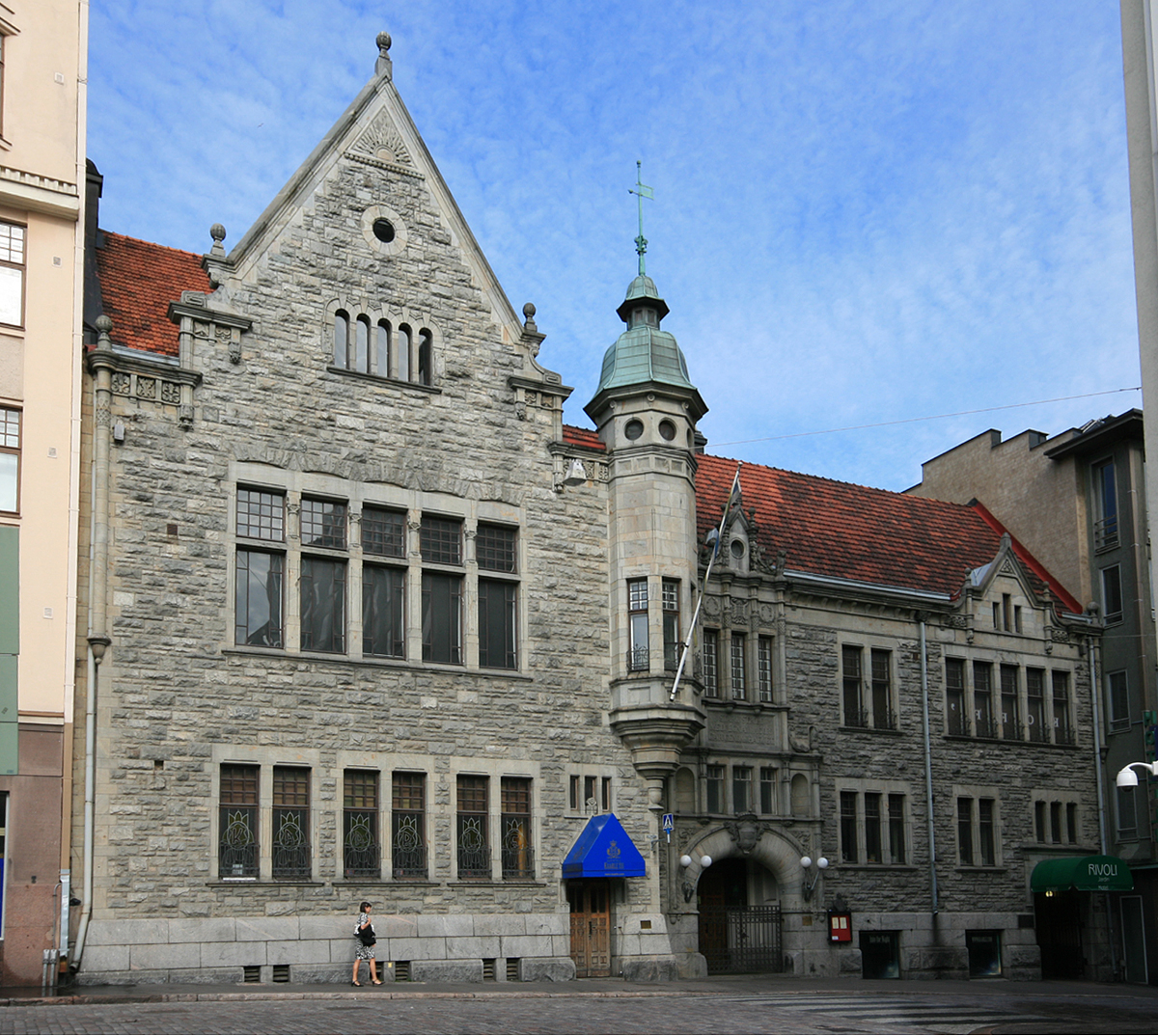
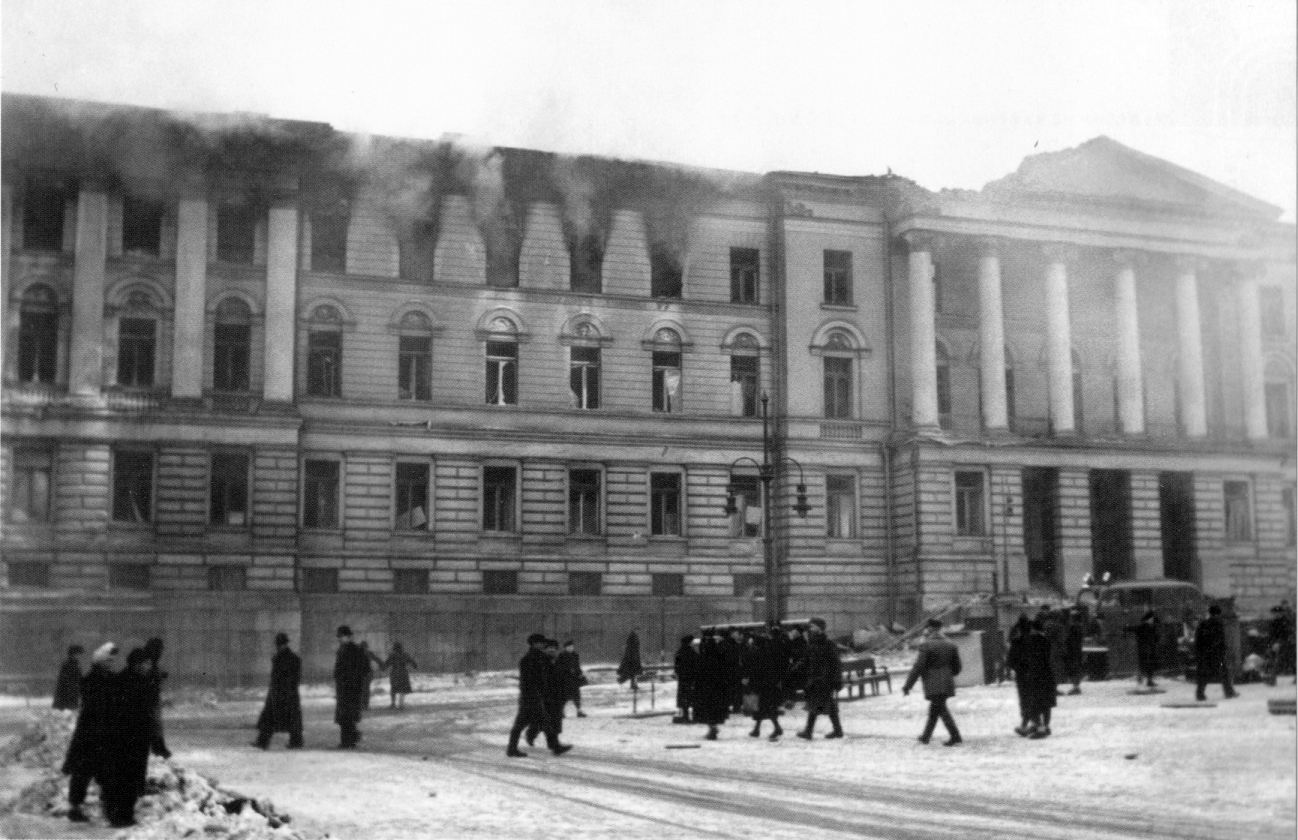
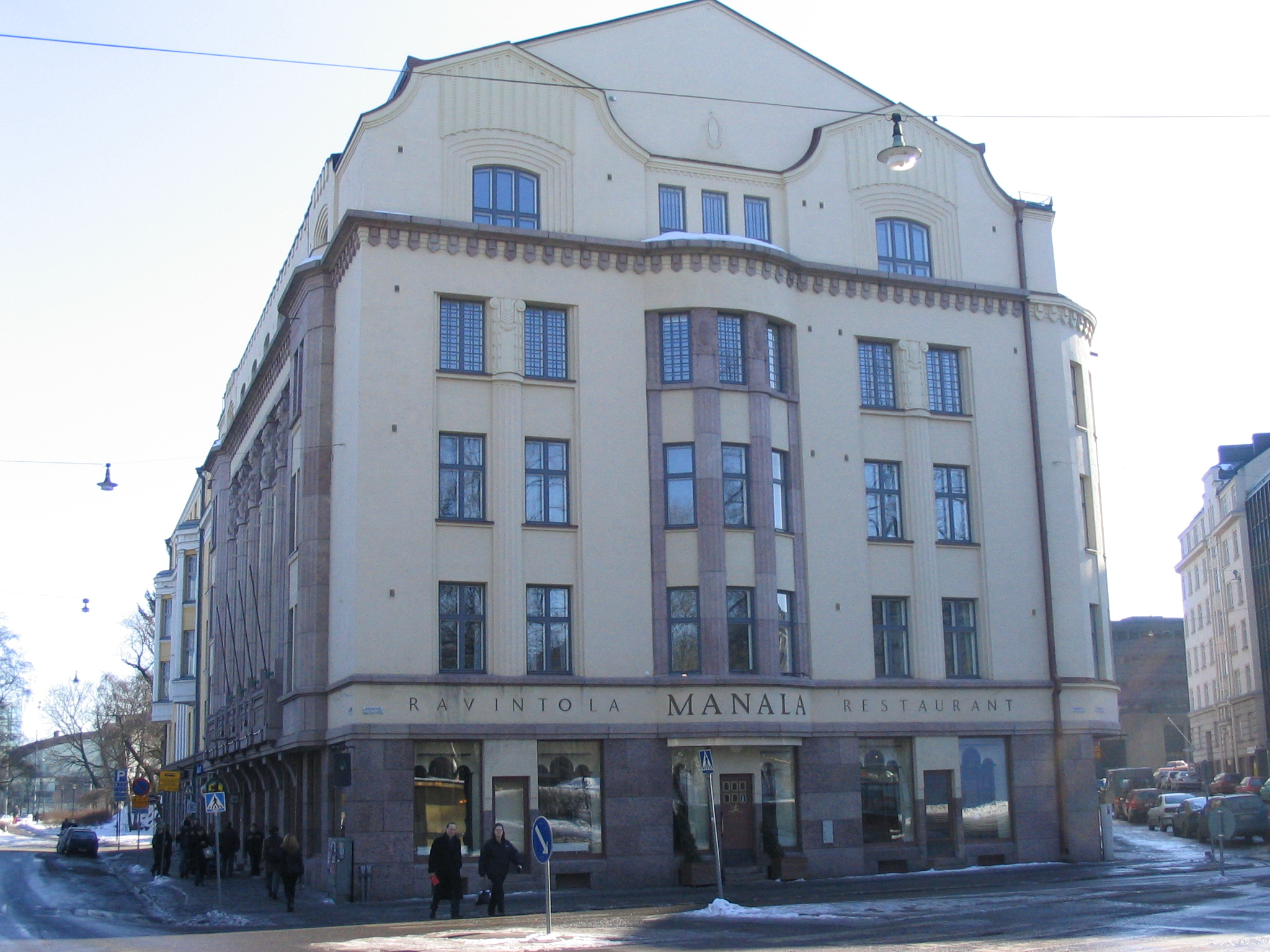
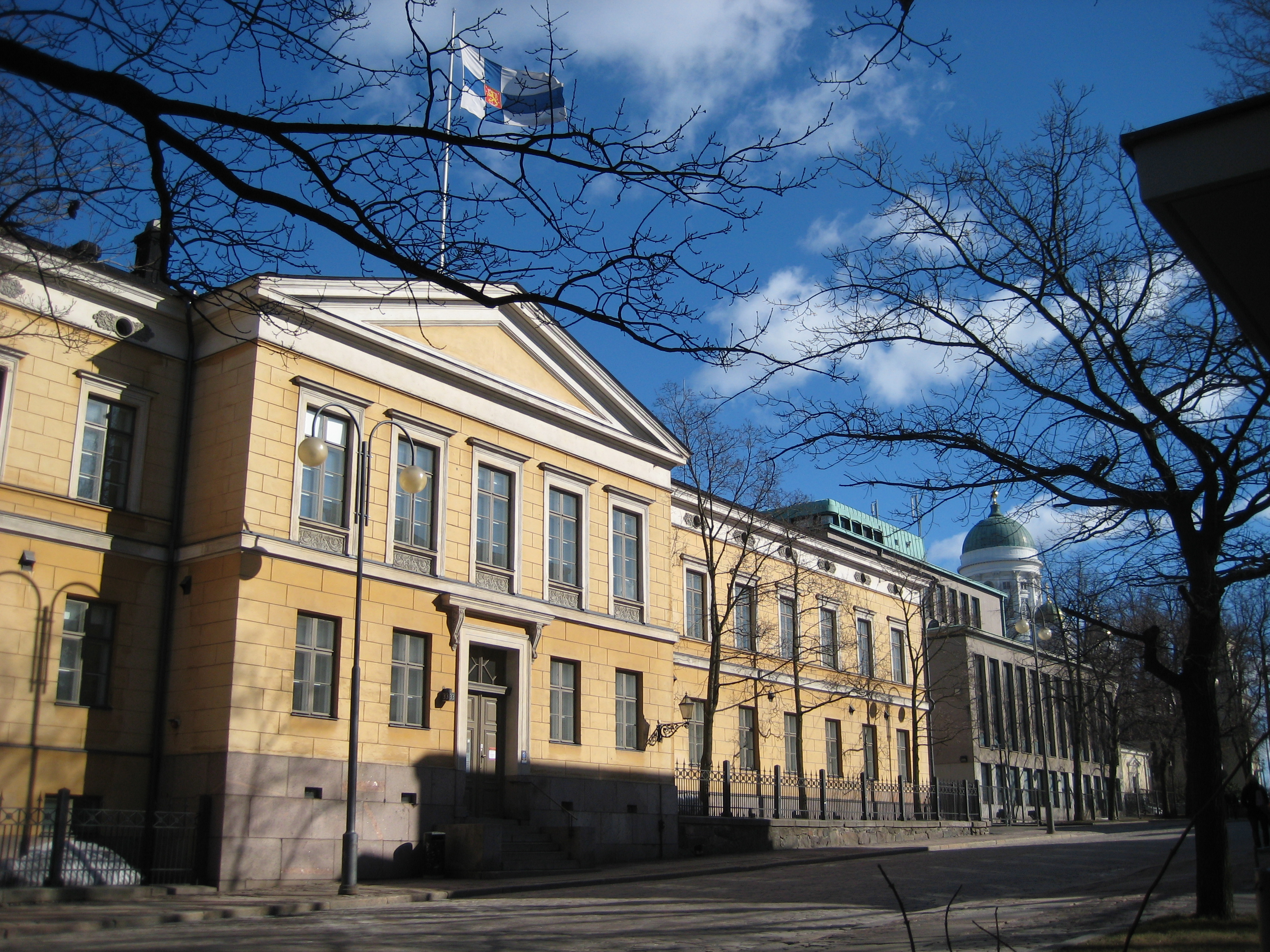
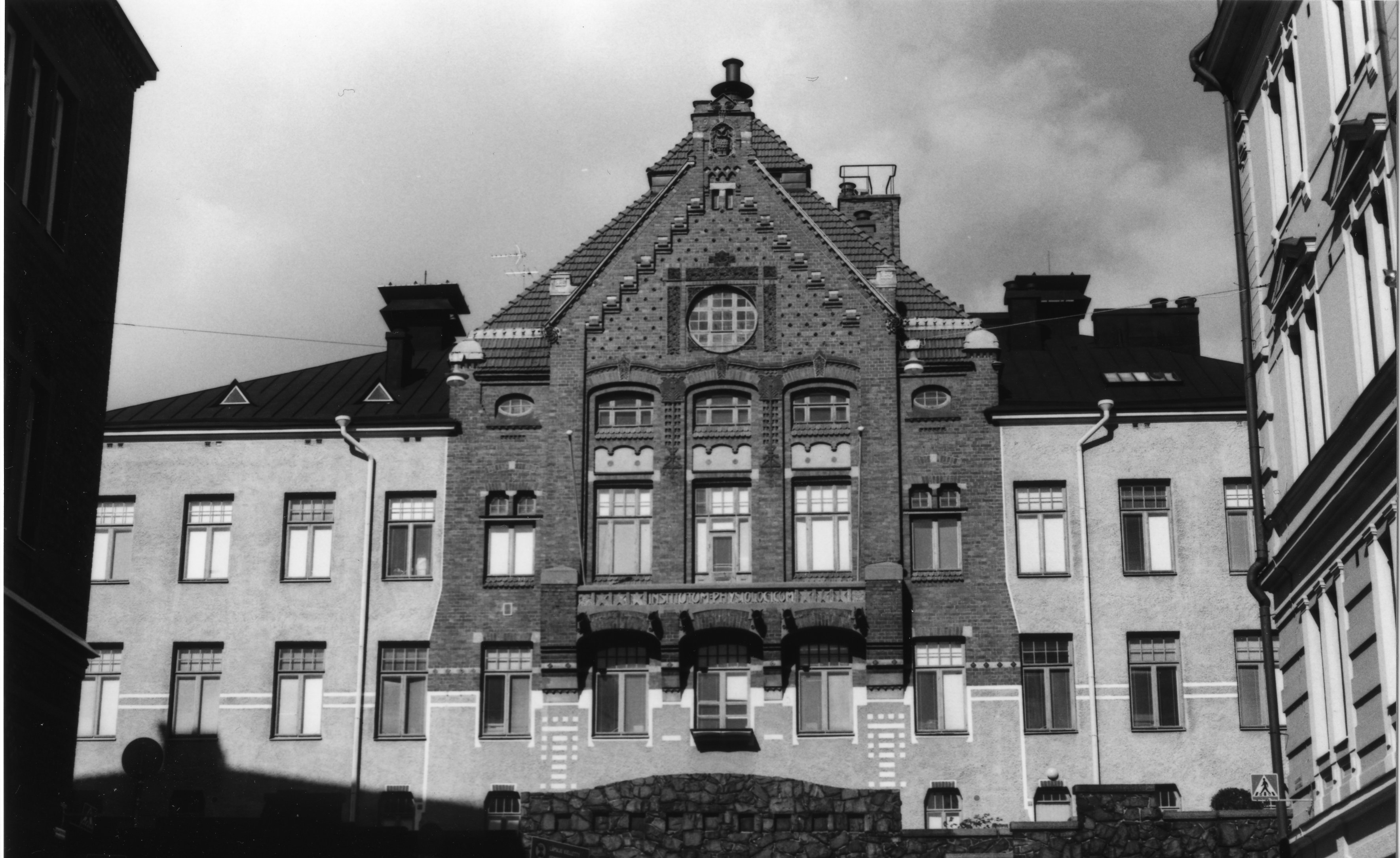
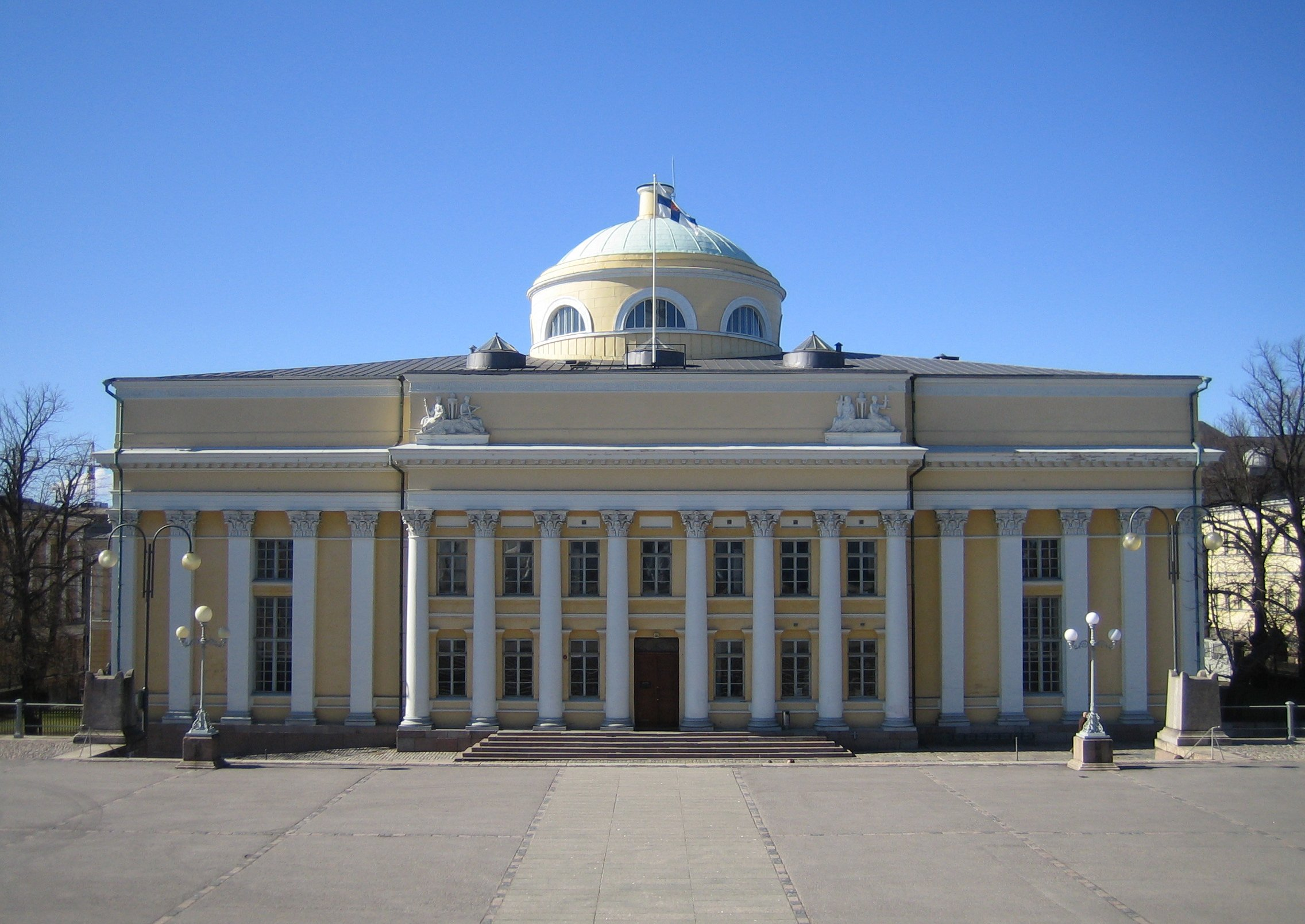
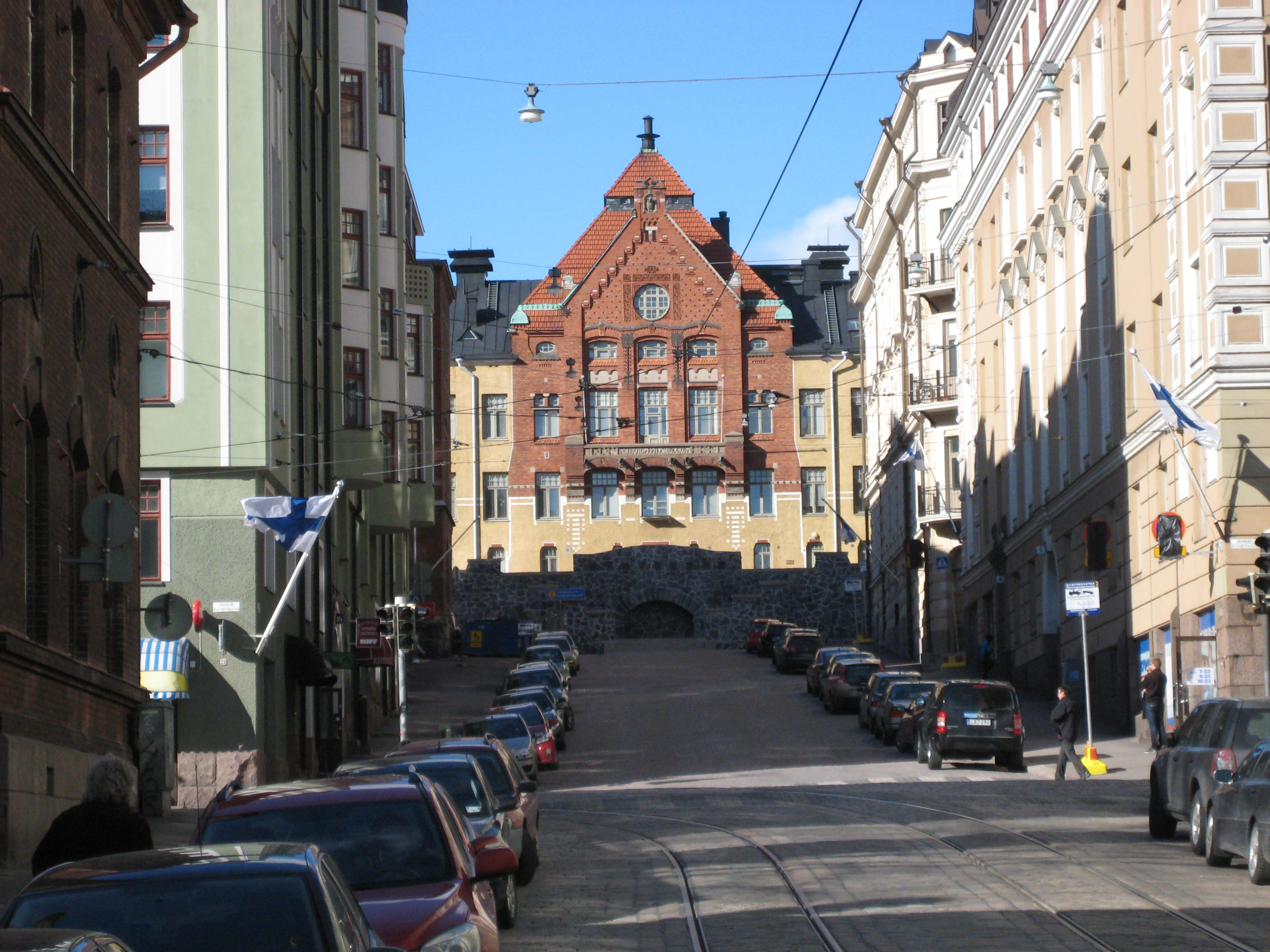
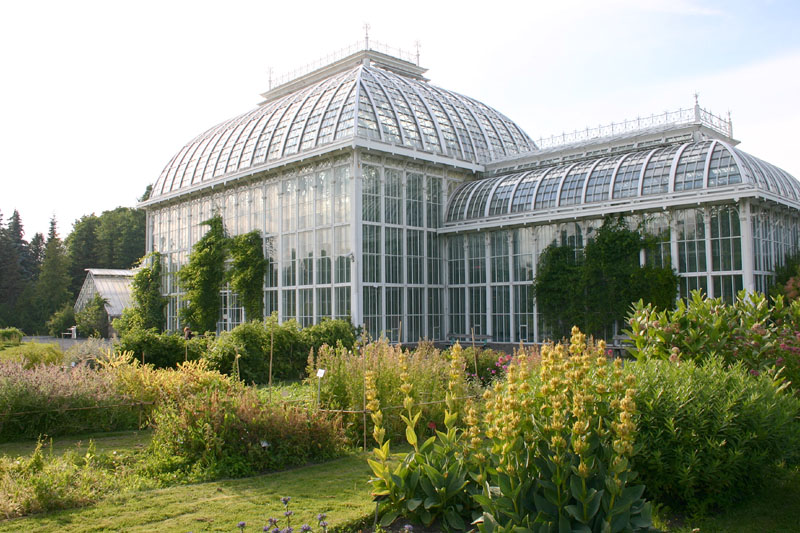
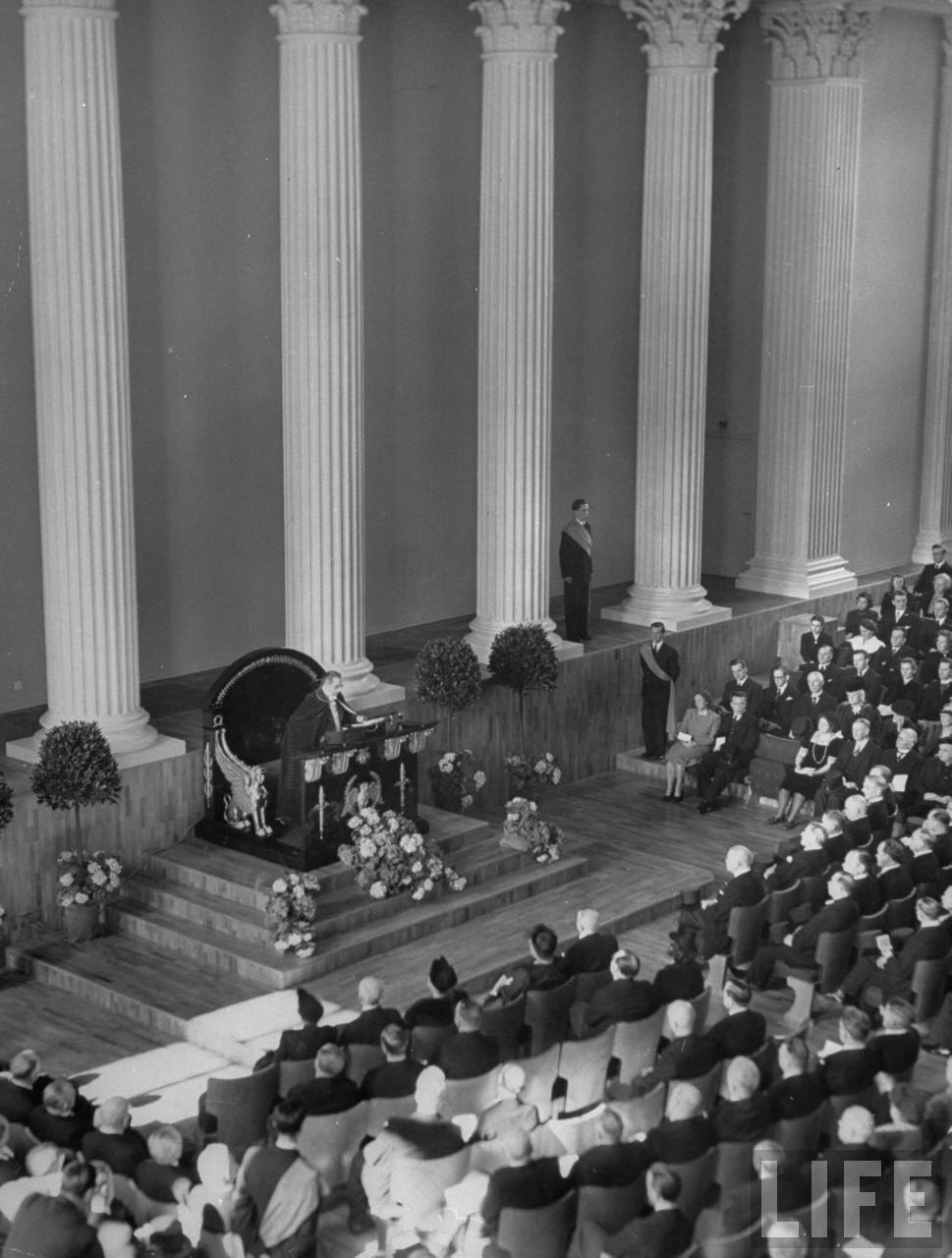
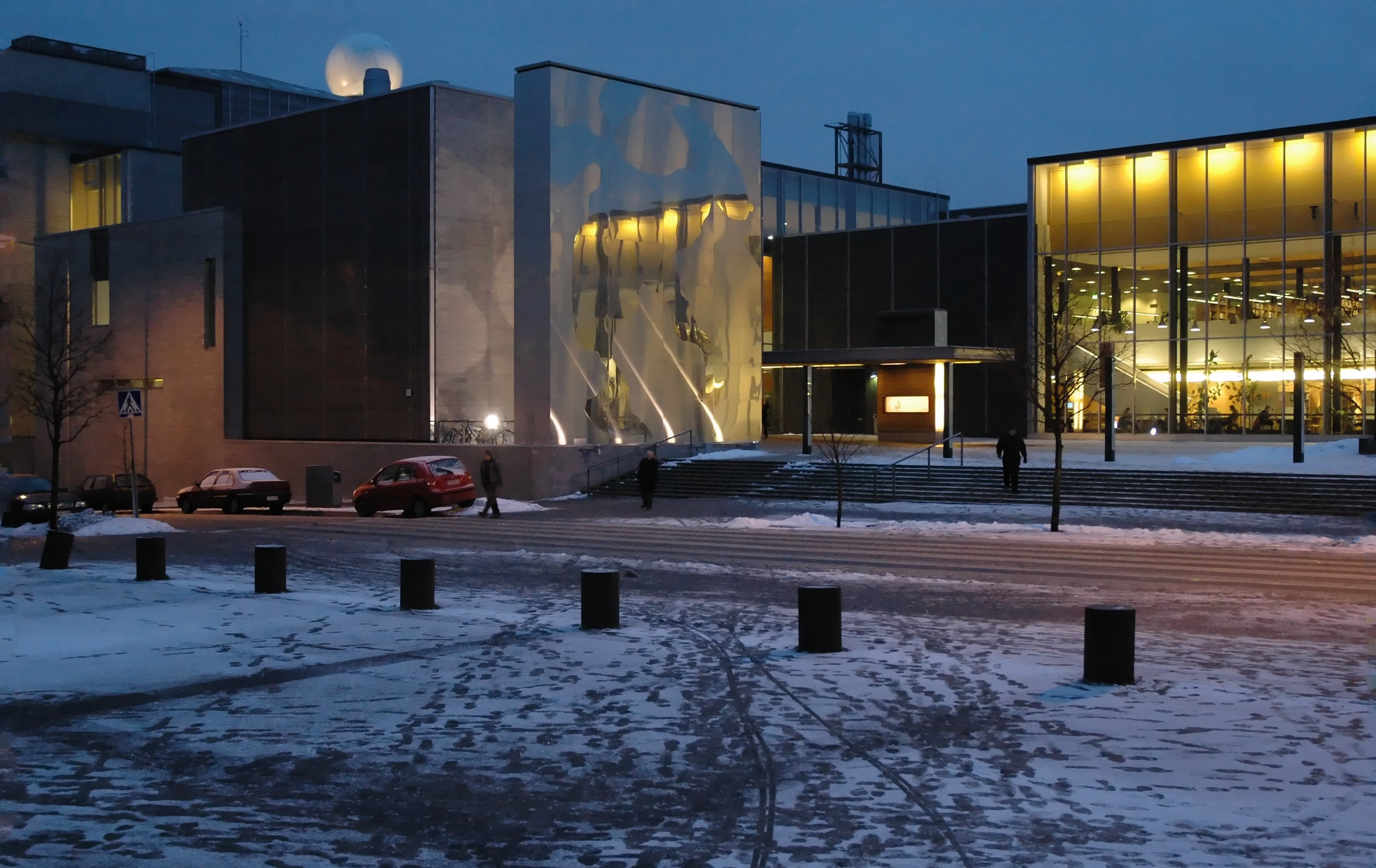
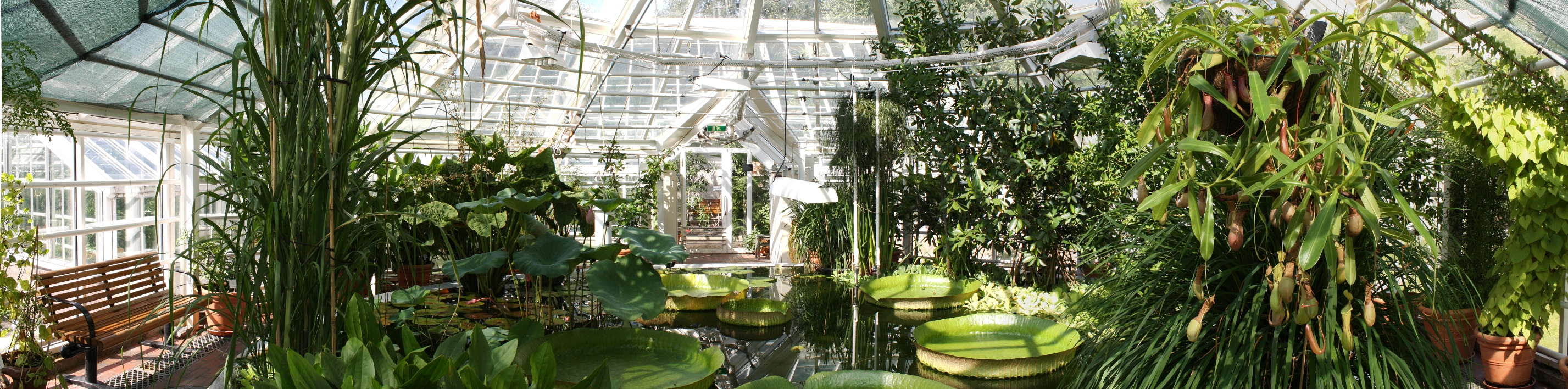
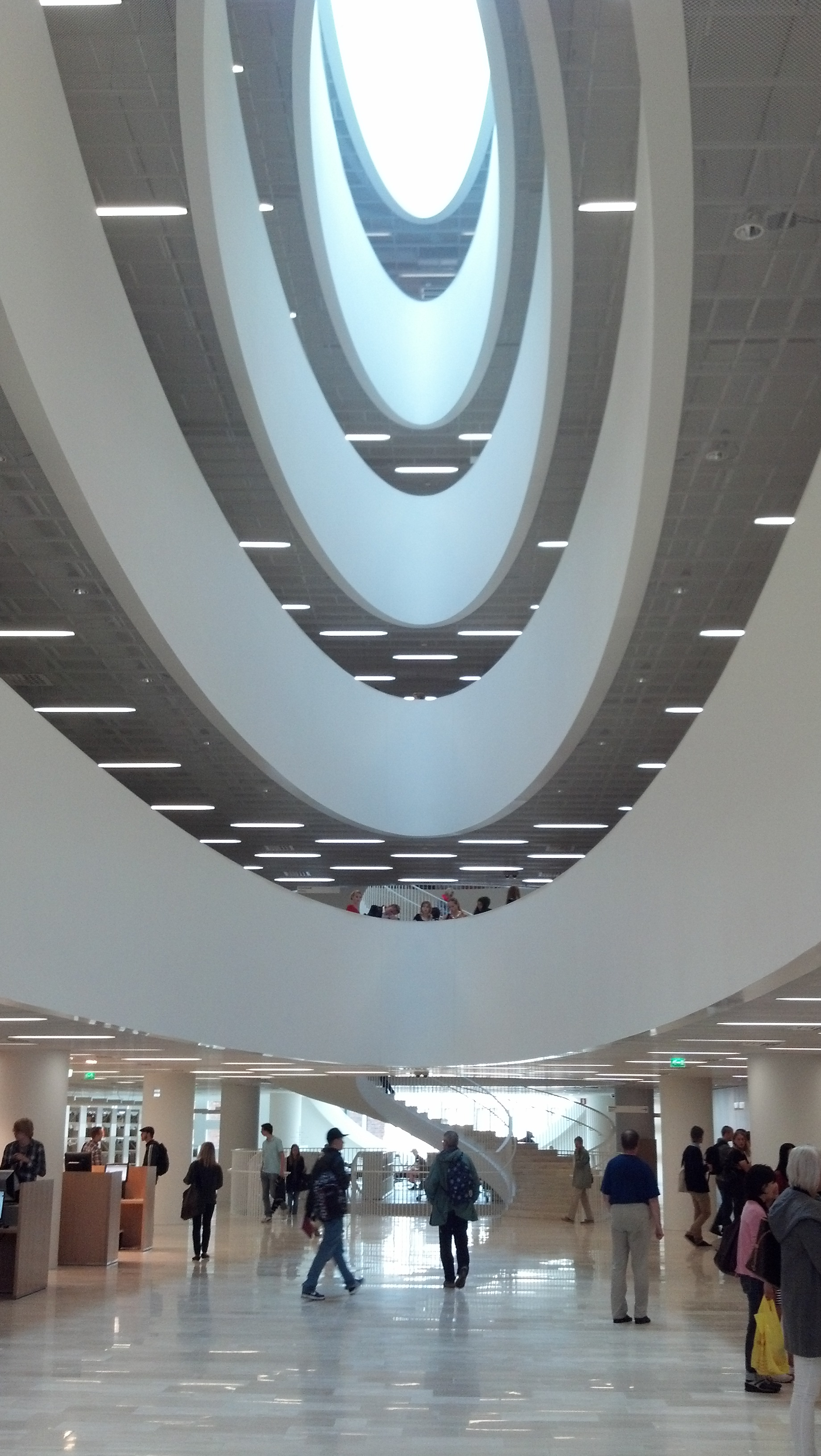
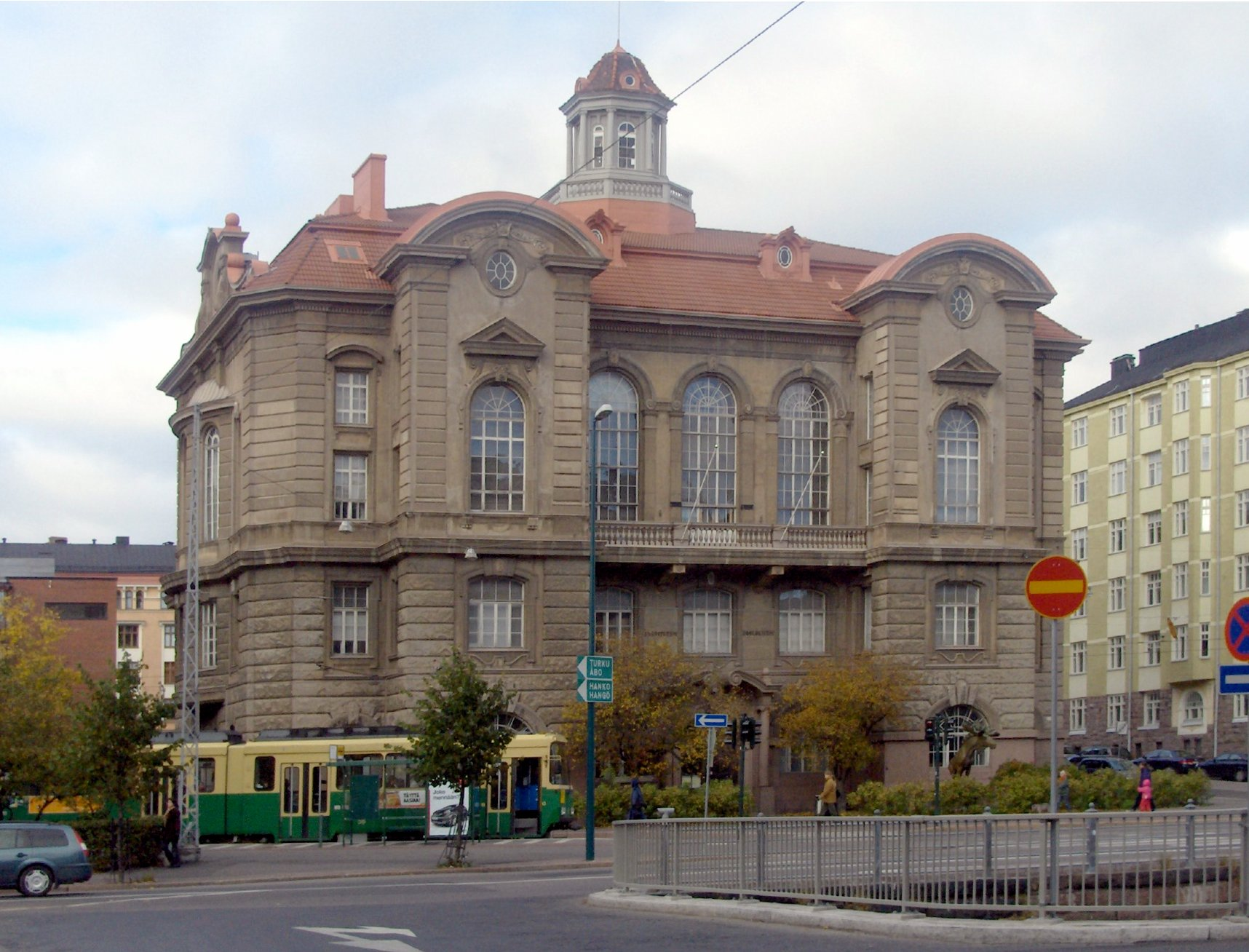
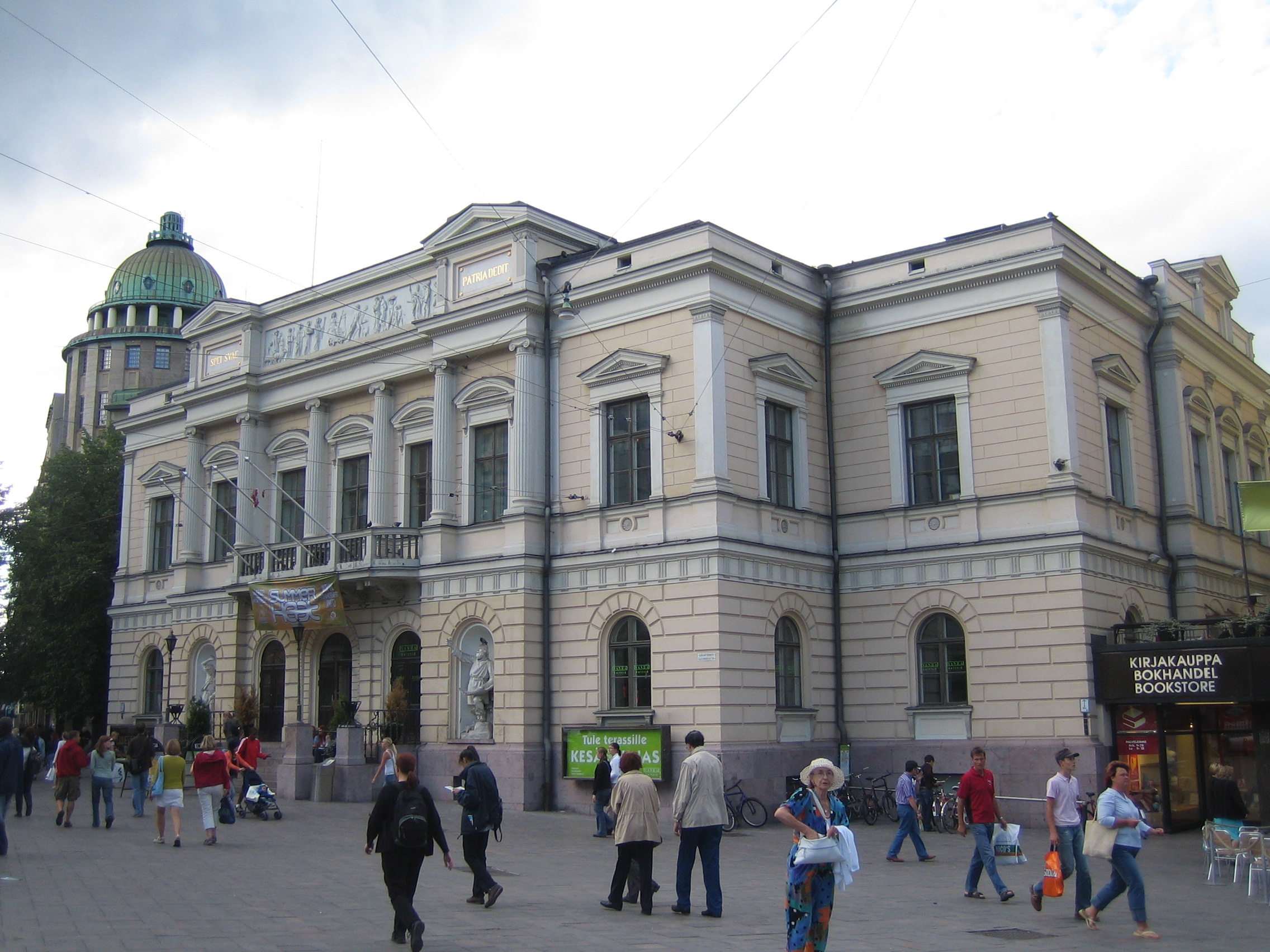